# Битва при Черезоле
Битва при Черезоле (итал. Battaglia di Ceresole, фр. Bataille de Cérisoles, нем. Schlacht von Ceresole, исп. Batalla de Cerisoles) — сражение, состоявшееся 11 апреля 1544 года близ деревни Черезоле-Альба, в котором французские войска под командованием Франсуа де Бурбона, графа Энгиенского, нанесли поражение испано-имперской армии маркиза Альфонсо д’Авалоса. Битва была частью очередной итальянской войны (1542—1546). Однако, несмотря на серьёзные потери имперских сил, французам не удалось развить успех и они не смогли взять Милан.

## Перед сражением
Пока французы были заняты попытками отбить Кариньяно, оккупированный императорской армией, д’Авалос во главе своих войск пытался занять позиции вблизи города, что должно было заставить нападавших прорвать осаду. Этот маневр, однако, провалился, в том числе, из-за сильных дождей, которые сделали дороги непроходимыми, что привело к невозможности снабжения императорской армии. Однако юный Франсуа предвидел маневр д'Авалоса и добился от короля разрешения на генеральное сражение.
Рано утром 11 апреля войска Франсуа выступили из лагеря близ Кариньяно, встретив правый фланг имперских войск, расквартированных с 10 апреля в Чересоль-д'Альба. Д’Авалос решил принять бой и защитить Кариньяно. Силы обеих сторон были сопоставимы: Габбурги и испанцы имели небольшое преимущество в пехоте, а кавалерии у французов было больше. Обе армии имели сопоставимую артиллерию.

## Ход сражения
Оба командира старались использовать оборонительную позицию, провоцируя противника на атаку. И французы, и Габсбурги разместили своих пикинеров тремя группами рядом друг с другом. На обоих флангах была развернута кавалерия. Оба главнокомандующих возлагали надежды на силу огнестрельного оружия, что определило, среди прочего, исход битвы при Павии. Бой начался по новейшей тактике боя с нескольких часов перестрелки из артиллерии и ружей. Лишь после продолжительного обстрела д’Авалос наконец решился на атаку.
Правое крыло имперских войск, состоящее из опытных ландскнехтов и испанских войск, столкнулось с отрядом новобранцев из швейцарских наемников, которые потерпели поражение. Разгромив швейцарцев, победители начали преследовать беглецов, ослабляя тем самым силы, сражавшиеся в центре. Французская кавалерия на правом крыле также не смогла остановить атаку габсбургской пехоты. Однако в центре менее опытный отряд ландскнехтов столкнулся с сильной группой швейцарцев под командованием Фрелиха. В результате боев в центре испанская легкая кавалерия потерпела поражение от тяжелой французской кавалерии. В тот момент больше всего не хватало поддержки ландскнехтов, преследовавших противника на правом крыле. Некоторое время спустя третий французский отряд атаковал с фланга имперские войска, состоявшие из итальянских стрелков. Даже атака флорентийской конницы, которая была отбита, не помогла итальянцам. Ситуация в центре не изменилась и после возвращения победоносных ландскнехтов с правого крыла, которые уже не смогли переломить ситуацию на поле боя. Возвращавшиеся ландскнехты были атакованы со всех сторон французами - разгром был полный. Потери императорских войск в сражении были огромны и составили почти 5000 убитыми.
В этом сражении отличился будущий адмирал Франции Гаспар II де Колиньи, посвящённый в рыцари на поле боя.
Несмотря на победу французов, их успех оказался скудным. Хотя победители заняли Кариньяно, им вскоре пришлось уйти с оккупированных территорий.